# Erik Grendel
Erik Grendel (ur. 13 października 1988 w Handlovej) – słowacki piłkarz występujący na pozycji pomocnik w klubie Spartak Trnawa. Wychowanek MFK Dubnica, w swojej karierze reprezentował także barwy Slovana Bratysława oraz Górnika Zabrze. Były reprezentant Słowacji do lat 21.

## Statystyki kariery
(aktualne na dzień 20 lipca 2017)
| Klub               | Sezon                      | Liga                       | Liga  | Liga   | Puchar | Puchar | Europa | Europa | Suma  | Suma   |
| Klub               | Sezon                      | Liga                       | Mecze | Bramki | Mecze  | Bramki | Mecze  | Bramki | Mecze | Bramki |
| ------------------ | -------------------------- | -------------------------- | ----- | ------ | ------ | ------ | ------ | ------ | ----- | ------ |
| Dubnica            | 2005/06                    | Slovak Superliga           | 28    | 0      | 0      | 0      | 3      | 0      | 31    | 0      |
| Dubnica            | 2006/07                    | Slovak Superliga           | 18    | 0      | 0      | 0      | –      | –      | 18    | 0      |
| Dubnica            | 2007/08                    | Slovak Superliga           | 5     | 0      | 0      | 0      | –      | –      | 5     | 0      |
| Dubnica            | 2008/09                    | Slovak Superliga           | 31    | 2      | 0      | 0      | –      | –      | 31    | 2      |
| Dubnica            | 2009/10                    | Slovak Superliga           | 8     | 0      | 0      | 0      | –      | –      | 8     | 0      |
| Dubnica            | Ogółem w MFK Dubnica       | Ogółem w MFK Dubnica       | 90    | 2      | 0      | 0      | 3      | 0      | 93    | 2      |
| Slovan Bratysława  | 2009/10                    | Slovak Superliga           | 20    | 1      | 3      | 2      | –      | –      | 23    | 3      |
| Slovan Bratysława  | 2010/11                    | Slovak Superliga           | 30    | 4      | 5      | 1      | 4      | 0      | 39    | 5      |
| Slovan Bratysława  | 2011/12                    | Slovak Superliga           | 30    | 4      | 2      | 0      | 9      | 0      | 41    | 4      |
| Slovan Bratysława  | 2012/13                    | Slovak Superliga           | 30    | 6      | 6      | 1      | 2      | 0      | 38    | 7      |
| Slovan Bratysława  | 2013/14                    | Slovak Superliga           | 27    | 0      | 5      | 1      | 1      | 0      | 33    | 1      |
| Slovan Bratysława  | 2014/15                    | Slovak Superliga           | 11    | 0      | 1      | 0      | 11     | 0      | 23    | 0      |
| Slovan Bratysława  | Ogółem w Slovan Bratysława | Ogółem w Slovan Bratysława | 148   | 15     | 22     | 3      | 27     | 0      | 197   | 18     |
| Górnik Zabrze      | 2014/15                    | Ekstraklasa                | 17    | 1      | 0      | 0      | –      | –      | 17    | 1      |
| Górnik Zabrze      | 2015/16                    | Ekstraklasa                | 11    | 1      | 0      | 0      | –      | –      | 11    | 0      |
| Górnik Zabrze      | 2016/17                    | I liga                     | 12    | 1      | 2      | 0      | –      | –      | 14    | 1      |
| Górnik Zabrze      | 2017/18                    | Ekstraklasa                | 9     | 0      | 2      | 0      | –      | –      | 1     | 0      |
| Górnik Zabrze      | Ogółem w Górnik Zabrze     | Ogółem w Górnik Zabrze     | 49    | 3      | 4      | 0      | 0      | 0      | 53    | 3      |
| Ogólnie w karierze | Ogólnie w karierze         | Ogólnie w karierze         | 287   | 20     | 26     | 3      | 30     | 0      | 343   | 23     |